# Executiu, executor
Executiu, executor (títol original: A Shock to the System) és una pel·lícula estatunidenca dirigida per Jan Egleson, estrenada l'any 1990. Basat en la novel·la A Shock to the System de l'autor britànic Simon Brett apareguda l'any 1984. El film es va presentar al Festival del cinema americà de Deauville 1990. Ha estat doblada al català.

## Argument
Un director d'agència de publicitat té problemes a la seva vida professional i també a la seva vida privada. Mata accidentalment un vagabund al metro, cosa que li dona idees per resoldre els seus problemes.

## Repartiment
- Michael Caine: Graham Marshall
- Elizabeth McGovern: Stella Anderson
- Peter Riegert: Bob Benham
- Swoosie Kurtz: Leslie Marshall
- Will Patton: El tinent Laker
- John McMartin: George Brewster
- Jenny Wright: Melanie O'Conner
- Philip Moon: Henry Park
- Barbara Baxley: Lillian
- Haviland Morris: Tara Liston
- Samuel L. Jackson: Ulysses